# Un flic de charme
Pour plus de détails, voir Fiche technique et Distribution.
Un flic de charme (Il commissario Verrazzano) est un poliziottesco italien réalisé par Francesco Prosperi et sorti en 1978.

## Synopsis
Le commissaire Verrazzano vient en aide à la propriétaire d'une galerie d'art, Giulia Medici. Celle-ci enquête sur la mort de son frère, dont l'affaire a été classée en suicide quelques mois plus tôt. 

## Fiche technique
- Titre français : Un flic de charme ou Un flic à abattre[1]
- Titre original : Il commissario Verrazzano[2]
- Réalisation : Francesco Prosperi
- Scenario : Franco Ciferri (it), Franco Bottari
- Photographie :	Cristiano Pogany
- Montage : Daniele Alabiso (it)
- Musique : Lino Corsetti
- Décors : Vincenzo Morozzi
- Costumes : Silvana Scandiarato
- Maquillage : Maria Cristina Rocca
- Société de production : Holiday Cinematografica
- Pays de production :  Italie
- Langue originale : Italien
- Format : Couleurs - 2,35:1 - Son mono - 35 mm
- Durée : 95 minutes
- Genre : Poliziottesco
- Dates de sortie :
  - Italie : 8 décembre 1978
  - France : 15 novembre 1979[1]

## Distribution
- Luc Merenda : Commissaire Verrazzano
- Janet Ågren : Giulia Medici
- Chris Avram : Marco Verelli
- Luciana Paluzzi : Rosy
- Giacomo Rizzo : Baldelli
- Maria Baxa : Kora Verelli
- Patrizia Gori : Giorgia
- Daniele Dublino : Commissaire Biagi
- Gloria Piedimonte : Giorgia
- Isarco Ravaioli : Alberto Bonci dit « le Baron » (il barone en VO)
- Edmondo Tieghi : « La Chouette » (Civetta en VO)

## Production
Le film a été tourné au printemps 1978 en intérieur dans les studios romains Incir De Paolis et en extérieur entre Rome et Nice.

## Exploitation
Sorti dans les salles de cinéma italiennes le 8 décembre 1978, Un flic de charme a rapporté un total de 443 627 250 lires au moment de sa sortie.